# Go Nordic Cruiseline
Go Nordic Cruiseline är ett varumärke för färjetrafiken Köpenhamn-Oslo som bedrivs av Alvina Shipping A/S, ett danskt rederi som ägs av gotländska Gotlandsbolaget. Rederiet bildades efter att Gotlandsbolaget köpte upp DFDS-fartygen M/S Crown Seaways och M/S Pearl Seaways under 2024. Under 2025 gjordes en omprofilering av fartygen som fick de nya namnen Nordic Pearl och Nordic Crown med det nya namnet "Go Nordic Cruiseline".